# George Cables
George Cables (Brooklyn, Nueva York, 14 de noviembre de 1944) es un pianista y compositor estadounidense de jazz.

## Trayectoria
Desarrolla sus estudios en la "High School of Performing Arts" y, después, en el "Mannes College", hasta 1965. En esa época forma una banda con Steve Grossman y Billy Cobham, tocando después con Art Blakey, Bobby Hutcherson y Max Roach. En el cambio a la década de 1970, toca y graba con Sonny Rollins (1969) y Joe Henderson (1970-71), y se une a la banda de Freddie Hubbard, con quien permanecerá cinco años. Después, toca con Dexter Gordon y, de forma estable, trabaja con Art Pepper, hasta la muerte de este, en 1982.
En los años 1980, trabajó en el proyecto Bebop & Beyond, con el que grabó discos de homenaje a Dizzy Gillespie y Thelonious Monk.

## Estilo
Es un pianista de fraseo elegante, de desarrollos fluidos y con un sentido rítmico muy fino. Ello lo convirtió en un acompañante muy solicitado, aspecto que ha perdurado como imagen de Cables, incluso por encima de sus indudables logros como solista.

## Discografía
Contemporary Records
- 1979 - Circle, con Joe Farrell, Ernie Watts, Rufus Reid y Eddie Gladden.
- 1979 - Cables' Vision, con Freddie Hubbard, Ernie Watts, Bobby Hutcherson, Tony Dumas y Peter Erskine.
- 1985 - Phantom of the City, con Tony Williams y John Heard.
- 1987 - By George

Atlas Records
- 1980 - Some Of My Favorite Things, con Tony Dumas y Billy Higgins.
- 1982 - Old Wine, New Bottle',' con David Williams, Carl Burnett.
- 1982 - Wonderful L.A., con David Williams, Carl Burnett.
- 1983 - Sleeping Bee, con David Williams, Carl Burnett.
- 1987 - Whisper Not, con Tony Dumas y Peter Erskine.

SteepleChase Records
- 1993 - I Mean You, con Jay Anderson y Adam Nussbaum.
- 1994 - Beyond Forever, con Joe Locke, Santi Debriano y Victor Lewis.
- 1995 - Cables Fables, con Peter Washington, Kenny Washington.
- 1994 - Quiet Fire, con Ron McClure y Billy Hart.
- 1995 - Person to Person, sólo
- 1995 - Skylark, con Jay Anderson y Albert Heath.
- 1996 - Dark Side, Light Side, con Jay Anderson y Billy Hart.
- 2000 - Bluesology, con Jay Anderson y Billy Drummond.
- 2001 - One for My Baby, con Jay Anderson y Yoron Israel.

Otras discográficas
- 1975 - Why Not (Whynot), con Tony Dumas y Carl Burnett.
- 1984 - The Big Jazz Trio (Eastworld), con Stanley Clarke y Peter Erskine.
- 1991 - Night and Day (DIW), con Cecil McBee y Billy Hart.
- 1994 - Maybeck Recital Hall Series - Volume 35 (Concord), sólo.
- 2000 - Alone Together (Groove Jazz), con Philippe Soirat y Carlos Barretto.
- 2001 - Senorita de Aranjuez (Meldac), conGeorge Mraz y Victor Lewis.
- 2002 - Shared Secrets (MuseFX), con Bennie Maupin y Gary Bartz.
- 2003 - Looking for the Light (MuseFX), con Gary Bartz, Peter Washington y Victor Lewis.